# The Rainbow Star
〈The Rainbow Star〉는 도모토 쯔요시가 ENDLICHERI☆ENDLICHERI로서 발매한 싱글로, 도모토 쯔요시의 통산 4번째 싱글이다.

## 개요
전작 〈소메이요시노〉로부터 약 4개월 만의 싱글이다.

## 수록곡

### 초회 한정반
CD
1. The Rainbow Star
작사·작곡: ENDLICHERI☆ENDLICHERI / 편곡: 우에다 켄지, 시모가미 타츠야, ENDLICHERI☆ENDLICHERI
  - 닛폰 TV 계열 《음악 전사 MUSIC FIGHTER》 6월 오프닝 테마
2. いきてゆくことが / 살아가는 것이
작곡: ENDLICHERI☆ENDLICHERI / 편곡: 소가와 토모지, ENDLICHERI☆ENDLICHERI
3. The Rainbow Star (Backing Track)
4. いきてゆくことが (Backing Track)

특전
- 오리지널 포토 스티커·이벤트 참가 응모권 봉입

### 통상반
CD
1. The Rainbow Star
2. いきてゆくことが / 살아가는 것이
3. あなたが何処で今宵誰の腕の強さ想うか / 당신이 어디서 오늘 밤 누구의 팔의 강함을 생각할까
작사·작곡: ENDLICHERI☆ENDLICHERI / 편곡: 우에다 켄지, 시모가미 타츠야, ENDLICHERI☆ENDLICHERI

특전
- Sankaku 캐릭터 스티커·이벤트 참가 응모권 봉입 (초회 프레스분만)